# Syed Hamid Albar
Syed Hamid bin Syed Jaabar Albar (né le 15 janvier 1944), est un homme politique malaisien. Il a été ministre de la défense de 1995 à 1999, ministre des affaires étrangères de 1999 au 18 mars 2008 (remplacé par Rais Yatim) et ministre de l’intérieur depuis cette date.